# Podochelinae
Podochelinae is een onderfamilie van kreeftachtigen uit de klasse van de Malacostraca (hogere kreeftachtigen).

## Geslachten
- Anisonotus A. Milne-Edwards, 1879
- Coryrhynchus Kingsley, 1880
- Ericerodes Rathbun, 1897